# مالك أوباما
أبونغو مالك " روي " أوباما (من مواليد مارس 1958) هو رجل أعمال وسياسي كيني وأمريكي، الاخ الاكبر الغير شقيق للرئيس الرابع والأربعين للولايات المتحدة ، باراك أوباما ، واكبر ابناء باراك أوباما الأب.

## حياته
ولد مالك أوباما في مدينة نيروبي عاصمة كينيا والدته كيزيا أوباما الزوجة الأولي لباراك أوباما الأب، درس المحاسبة في جامعة نيروبي.
في العام 1985 سافر باراك أوباما من شيكاغو الى واشنطن ليلتقي لأول مره مع أخيه الأكبر مالك أوباما، بعد ثلاث سنوات سافر باراك اوباما وزوجته ميشيل أوباما الى كينيا والتقى بمالك للمرة الثانية، ويعتنق مالك الدين الاسلامي
عاش مالك أوباما في منزل عائلته في قرية نيانجوما كجويلو التي يسكنها مئات الأشخاص وكان يفضل العيش فيها عن العيش في المدينة، أدار مالك متجر صغير للاكترونيات صغيرا في بلدة مجاورة لقريته، وفي 2008 انتقل إلى إدارة مؤسسة باراك أوباما التي تأسست لتخليد ذكرى والده.
يحمل مالك الجنسية الكينية والأمريكية، ويزور الولايات المتحدة الأمريكية بشكل متكرر، ويعمل كمستشار في واشنطن العاصمة لعدة أشهر في العام، في 2016 سجل في ولاية ماريلاند للتصويت.

## الحياة السياسية
أصبح مالك في 2008 المتحدث باسم عائلته في كينيا خلال الحملة الرئاسية لأخيه باراك اوباما، وتحمل مسؤولية مواجهة تهديدات السلامة والخصوصية الناتجة من اهتمام وسائل الإعلام.
في 2013 ترشح مالك لمنصب حاكم مقاطعة سيايا في كينيا، ورفع شعار "أوباما هنا وأوباما هناك" في إشارة إلى أخيه باراك اوباما رئيس الولايات المتحدة الأمريكية، خسر مالك الانتخابات حيث حصل على 2792 صوتا وكان الفارق بينه وبين المرشح النهائي 140 ألف صوت.
في 2016 أعلن أوباما دعمه للمرشح الجمهوري دونالد ترامب في الانتخابات الرئاسية الأمريكية،  وحضر في المناظر الرئاسية الثالثة كأحد ضيوف ترامب.
في 12 يونيو 2020 انتشرت أخبار عن تائيد مالك للرئيس الأمريكي دونالد ترامب  ونشر شهادة ميلاد كينية مزيفة لأخيه باراك أوباما تدعم نظريات مؤامرة جنسية باراك أوياما، وكان في شهادة الميلاد المزيفة أن باراك أوياما ولد في جمهورية كينيا عام 1961، بينما تائسست جمهورية كينيا في ديسمبر 1964، وكان في شهادة الميلاد ختم مكتوب عليه جنوب أستراليا مما ساهم في تأكيد عدم صحة الشهادة، أوما أوباما أدانت أخاها مالك لترويجه للنظرية.

## روابط خارجية
مالك أوباما في قاعدة بيانات الأفلام على الإنترنت